# Toplica (Vrapcsiste)
Toplica (macedónul: Топлица, albánul Toplica) település Észak-Macedóniában, a Pologi körzet Vrapcsistei járásában.

## Népesség
| Lakosok száma | 437  | 496  | 578  | 811  | 1020 | 3    | 1226 | 1274 | 918  |
|               | 1948 | 1953 | 1961 | 1971 | 1981 | 1991 | 1994 | 2002 | 2021 |

2002-ben 1 274 lakosa volt, akik közül 1 267 albán, 1 bosnyák és 6 egyéb.